# Вурпар (Сибињ)
Вурпар (рум. Vurpăr) насеље је у Румунији у округу Сибињ у општини Вурпар. Oпштина се налази на надморској висини од 478 m.

## Становништво
Према подацима из 2002. године у насељу је живело 2359 становника.

### Попис2002.
| Расподела становништва по националности 2002.‍ | Расподела становништва по националности 2002.‍ | Расподела становништва по националности 2002.‍ | Расподела становништва по националности 2002.‍ | Расподела становништва по националности 2002.‍ |
| --------------------------------------------- | --------------------------------------------- | --------------------------------------------- | --------------------------------------------- | --------------------------------------------- |
|                                               |                                               |                                               |                                               |                                               |
| Румуни                                        | Румуни                                        |                                               | 1.298                                         | 55,0%                                         |
| Роми                                          | Роми                                          |                                               | 1.010                                         | 42,8%                                         |
| Немци                                         | Немци                                         |                                               | 50                                            | 2,1%                                          |